# Урмовский, Клеменс
Клеменс Урмовский (пол. Klemens Urmowski; 1780. Лемберг, Австрийская империя (ныне Львов, Украина) — 3 октября 1827, Варшава, Царство Польское Российская империя) — польский юрист, судья апелляционного суда и генеральный прокурор Царства Польского. Доктор права, педагог, профессор Варшавского университета.

## Биография
Изучал право в университете родного города. Два года работал адвокатом, позже поступил на австрийскую гражданскую службу, перешёл на службу в судебные орган, работал в уголовном суде. После создания Варшавского герцогства в 1809 году стал генеральным прокурором в уголовном суде двух департаментов, затем в Люблинском и Подляском воеводствах, в судебном совете при Гражданском трибунале в Люблине.
После раздела Польши в 1815 году состоял секретарём в сеймовом суде Царства Польского, позже назначен на должность Апелляционного советника в Варшаве и одновременно генерального прокурора Царства Польского.
После открытия Варшавского университета внёс большой вклад в создании кафедры естественного права. Автор ряда трудов в области юриспруденции.

## Избранные труды
- «Stilpon: rozmowa patryotyczna o wyborze naczelnego trybuna w Megarze zastosowana do kraiów, w których wybory urzędników mieysce znayduią: z dzieła niemieckiego» (1816),
- «Rozprawa о srodkach nadania prawom powagi и jej zachowania» (Варшава, 1819),
- «О wpływie religii chrzescyanskiej na udoskonaleme najpowazniejzych prawnych stosunkow ludzkich» (в «Posiedzeniach publ. warsz. uniw.», 1821),
- «Opis historyczno-malarski województwa sandomierskiego przez Autora podobnego opisu dawnieyszego Departamentu, dzisieyszego Województwa Lubelskiego, umieszczonego w Almanachu Lubelskim na rok 1815 przez Klemensa i Leona Urmowskich wydanym» (1823),
- «Wiadomośi о życiu i pismach sławnego w świecie uczonym Izraelity polskiego Salomona Majmona»,
- «Rzecz o Salomonie filozofie polskim»

В рукописи остались исторические исследования и лекции, прочитанные им в Варшавском университете.
Похоронен в Варшаве кладбище Старые Повонзки.